# Donnie Veal
Pour les articles homonymes, voir Veal.
Donald Tyrone Veal (né le 18 septembre 1984 à Jackson, Mississippi, États-Unis) est un lanceur de relève gaucher des Ligues majeures de baseball. En décembre 2015, il est mis sous contrat par les Rangers du Texas.

## Carrière

### Débuts

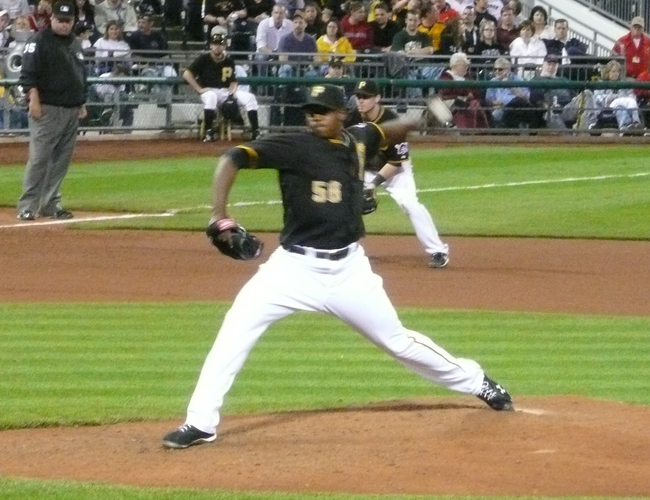
Donnie Veal en 2009 avec les Pirates de Pittsburgh.

Étudiant et joueur de baseball à un collège communautaire de Tucson, Donnie Veal est choisi par les Cubs de Chicago au second tour de sélection du repêchage amateur de la Ligue majeure de baseball en juin 2005. Il poursuit sa progression en Ligues mineures au sein des clubs-écoles des Cubs avant d'être réclamé par les Pirates de Pittsburgh le 11 décembre 2008 au repêchage de la règle 5.
Il débute en Ligue majeure sous les couleurs des Pirates le 7 avril 2009 et apparaît dans 19 parties de l'équipe comme lanceur de relève durant la saison. Il remporte sa première victoire dans le baseball majeur le 25 septembre 2009 sur les Dodgers de Los Angeles.

### White Sox de Chicago
Après des saisons 2010 et 2011 passées dans les mineures avec des clubs affiliés aux Pirates de Pittsburgh, il rejoint en novembre 2011 les White Sox de Chicago.
Il effectue 24 présences au monticule pour les White Sox en 2012 et, en 13 manches lancées, n'accorde que deux points mérités pour une moyenne de 1,38. Le 24 septembre 2012, dans une victoire de Chicago sur les Indians de Cleveland, Veal réalise son premier sauvetage dans les majeures.
En 2013, sa moyenne de points mérités se chiffre à 4,60 en 29 manches et un tiers lancées lors de 50 sorties pour les White Sox, son plus grand nombre de matchs joués en une saison dans les majeures.
Malgré une balle rapide supérieure à la moyenne en termes de vitesse, Veal a de la difficulté à lancer des prises de façon constante et, par conséquent, les White Sox renoncent à l'employer comme spécialiste gaucher. Il passe la majorité de la saison 2014 en ligues mineures et n'apparaît que dans 7 parties des Sox.

### Braves d'Atlanta
En 2015, Veal ne lance que 4 manches et un tiers en 5 sorties pour les Braves d'Atlanta et est libéré de son contrat début juin.

### Rangers du Texas
Veal signe un contrat des ligues mineures avec les Rangers du Texas le 30 décembre 2015.